# História de Nauru

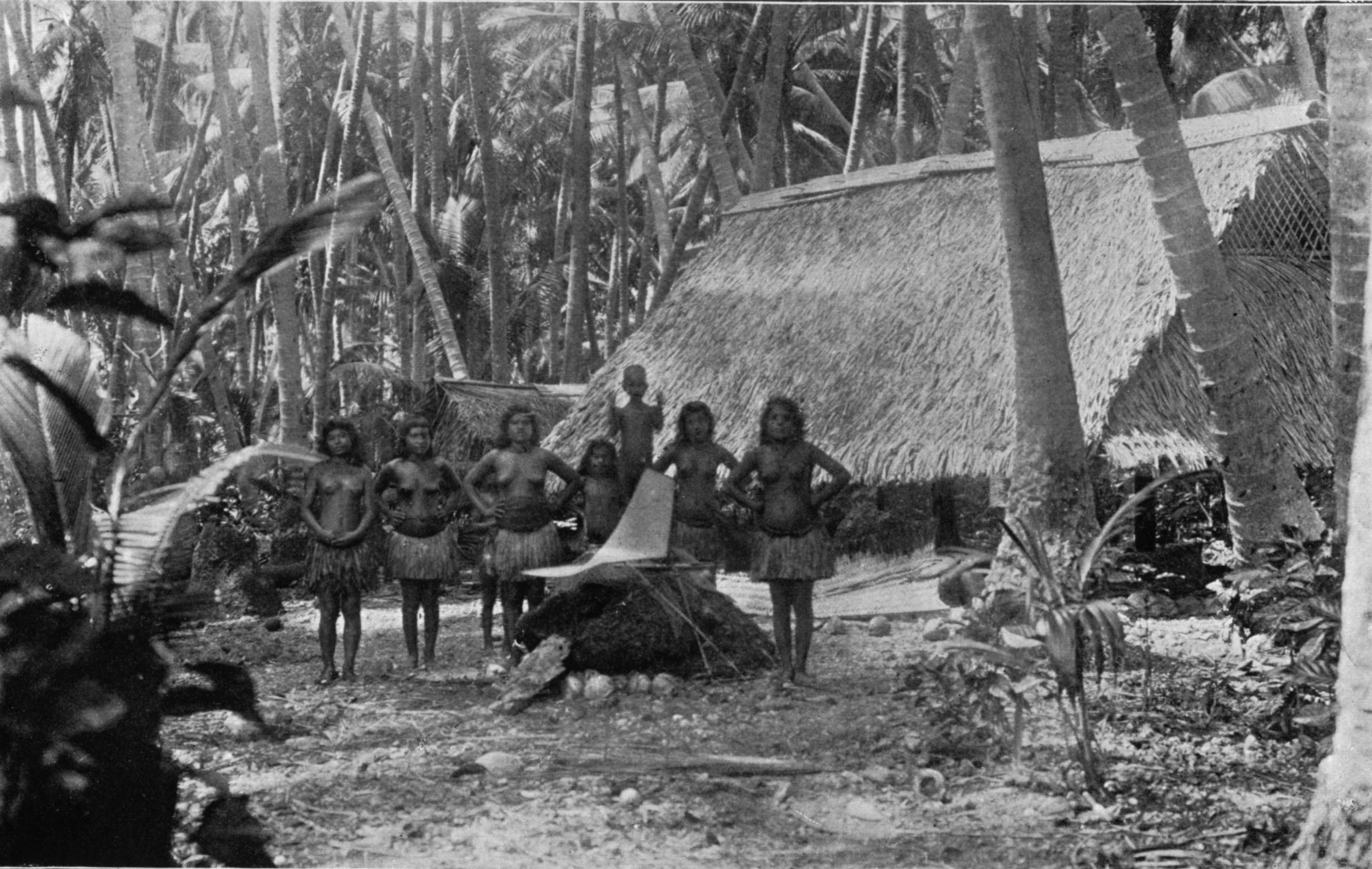
Nauruanos e casas tradicionais em Arenibek, em Nauru, em 1896.

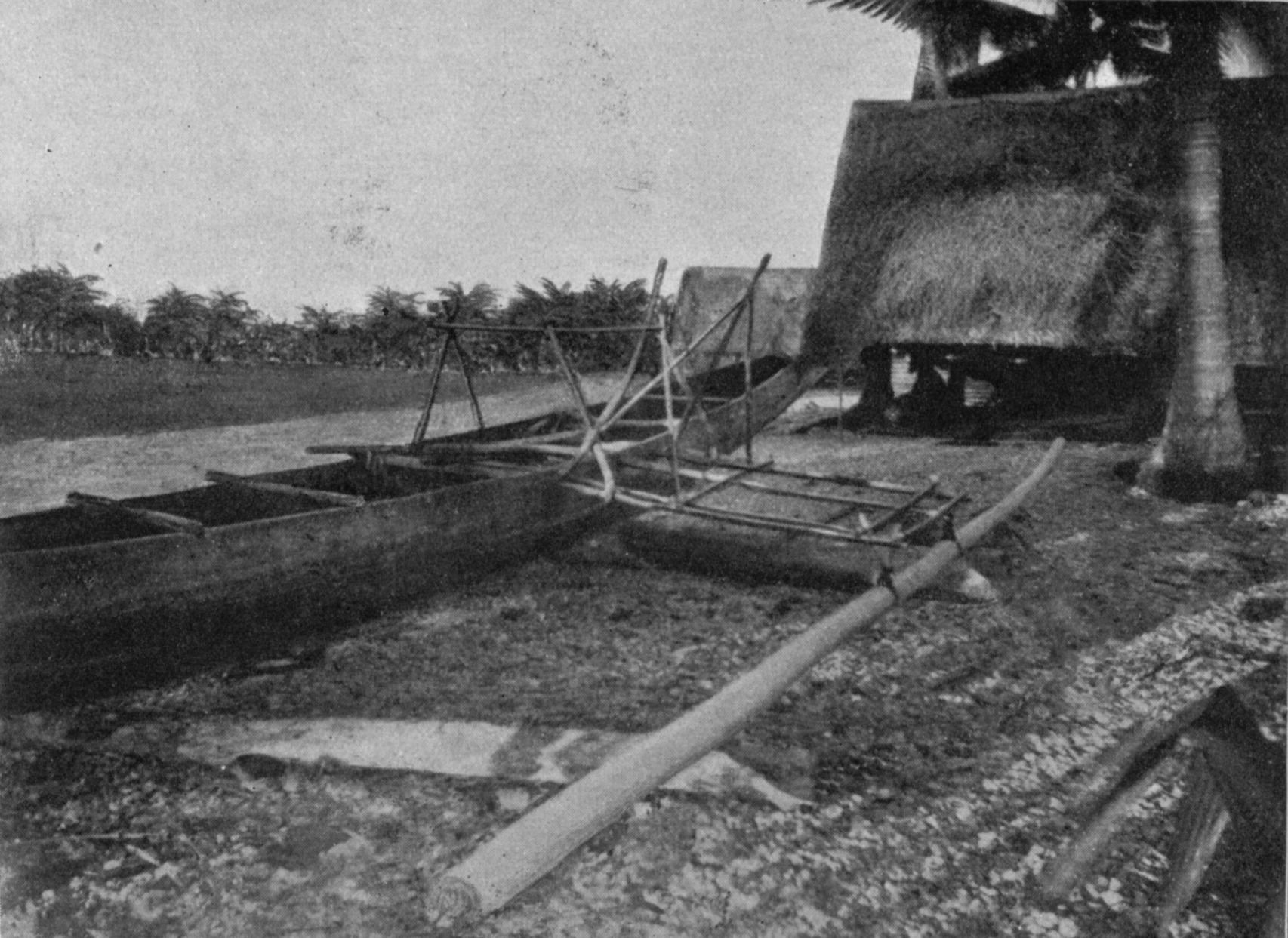
Casa e canoa traducionais em Nauru, em 1896.

Nauru é uma pequena ilha de 21 km² no remoto centro do Oceano Pacífico, que forma agora um Estado independente: a República de Nauru. Os acontecimentos antes da sua colonização no final do século XIX são pouco conhecidos, devido à falta de fontes escritas e da quase ausência de dados arqueológicos. Os factos posteriores estão inteiramente ligados com a[história do seu recurso mineral único: o fosfato.
Provavelmente povoada por pessoas oriundas da Micronésia e Polinésia, a ilha registrou uma segunda onda de migração a partir do litoral chinês, através das Filipinas por volta de 1200 a.C. Foi descoberto pelos europeus em 8 de novembro de 1798, quando o capitão britânico John Fearn aproximou-se da ilha. Foi, então, a partir daí controlada por diferentes potências: Em 1886, a Alemanha recebeu a ilha sob a Declaração Anglo-Germânica, com Nauru sendo anexado pela Alemanha em 1888 e incorporado ao protetorado da Nova Guiné Alemã. Em 1914, após o início da Primeira Guerra Mundial, a ilha foi capturada pelas tropas australianas, após o qual a Grã-Bretanha manteve o controle até 1920. Em 1923, a Liga das Nações deu à Austrália um mandato de administrador sobre Nauru, com o Reino Unido e a Nova Zelândia como coadministradores. A ilha foi ocupada pelo Japão, entre 1942 e 1945, durante a Segunda Guerra Mundial, e depois da guerra a tutela foi estabelecida novamente, passando a ser um protetorado das Nações Unidas, em 1947. Nauru conquistou a sua independência em 1968 e, em seguida, ingressou na ONU em 1999.
A partir de 1906, os depósitos de fosfato da ilha foram extraídos por diferentes empresas ou estados coloniais, no início por uma empresa anglo-alemã. O fosfato foi, praticamente, a única fonte de rendimento para a ilha por quase um século e proporcionaram os nauruanos a uma vida elevada por várias décadas. A diminuição das reservas, juntamente com as pobres políticas econômicas, fez Nauru mergulhar na falência e de instabilidade política no início da década de 1990. Tentou-se diversificar suas fontes de renda, aconteceram incursões nauruanas, houve o branqueamento da população de Nauru, a venda de passaportes e a comercialização dos votos nos fóruns internacionais. A chegada, em 2004, de uma nova maioria governamental e uma nova política económica parece estar proporcionando uma maior transparência nas finanças do estado de Nauru.

## Primeiros habitantes

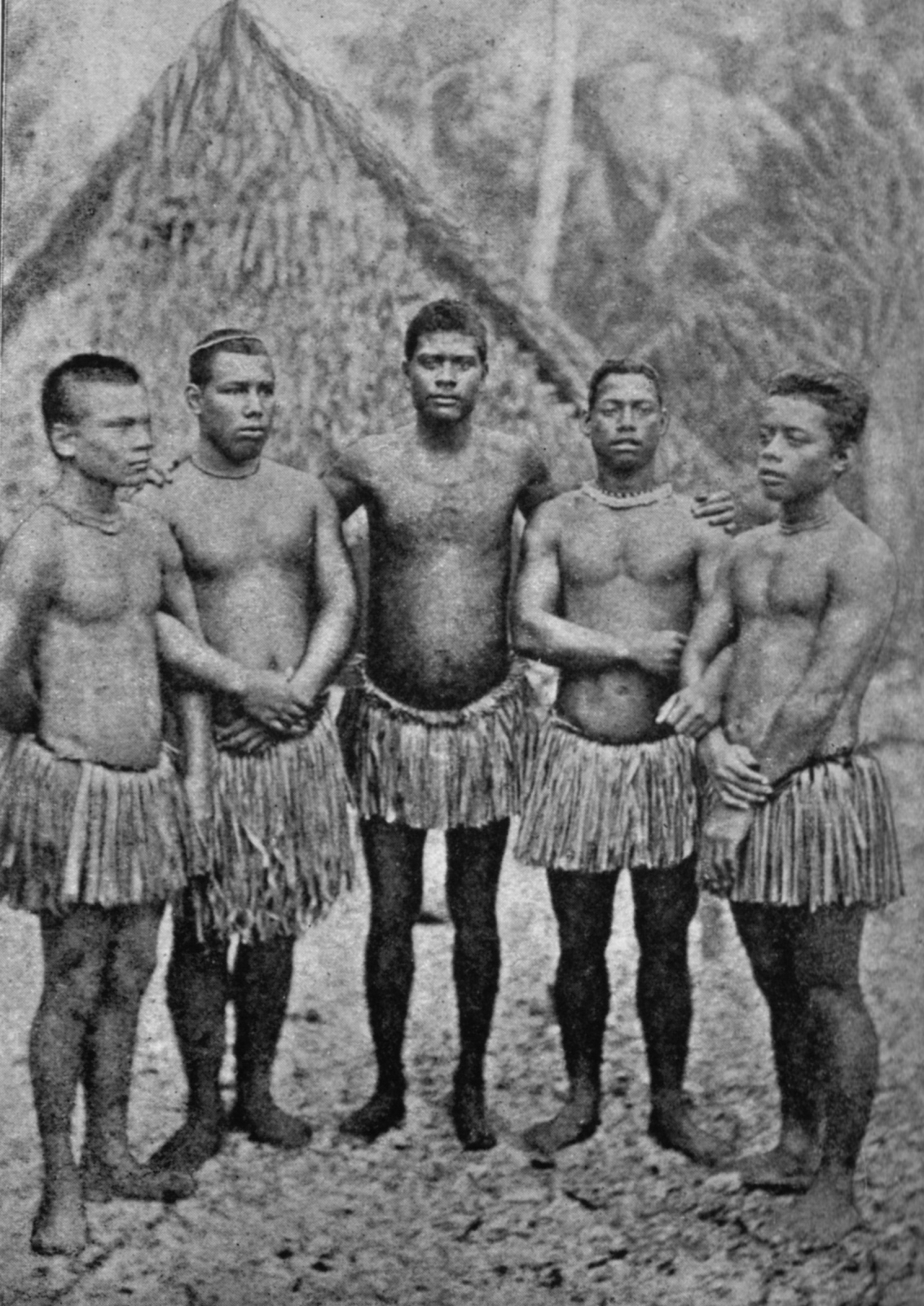
População jovem de nauruanos, em 1914.

Embora não haja evidências arqueológicas, estima-se que os primeiros habitantes de Nauru eram, provavelmente, o resultado da junção étnica dos navegadores micronésios e melanésios. Em cerca de 1200 a.C., houve imigrações provenientes da China, através da orla costeira das Filipinas. Uma linguagem comum, o nauruano, foi elaborada, embora contenha alguns dialetos que aproximam-se do idioma nauruano. A composição dessa linguagem do grupo Maláio-polinésio, confirma a origem da população da ilha.
Doze tribos, divididas em 169 aldeias, são, então, na ilha: Deiboe, Eamwidamit, Eamwidara, Eamwit, Eamgum, Eano, Emeo, Eoraru, Irutsi, Iruwa, Iwi e Ranibok. Cada tribo possuía sua própria história, cada habitante da ilha alegava-se de uma tribo. Essas doze tribos de origem do povo de Nauru, são simbolizadas pelo número de pontas da estrela branca da bandeira de Nauru. No entanto, essas tribos possuem mais a mesma importância hoje em dia, e o povo de Nauru usa os nomes para identificar os distritos onde vivem.
A tribo Iruwa era composta por Gilberteses, relativamente, recentes em Nauru. As tribos Irutsi e Iwi não possuem mais descendentes: seus últimos representantes tenham, aparentemente, desaparecidos por motivos desconhecidos, durante a ocupação japonesa durante a Segunda Guerra Mundial.
Os Nauruanos viviam em torno da cultura do cultivo do coco, banana, pandanus e takamaka através do método da queima. Eles praticaram, também, a aquacultura por centenas de anos, capturando os peixes-leite na lagoa e liberandos-os para a laguna Buada, um lago no centro da ilha, e numa laguna de Anabar. A piscicultura fazia parte da organização social entre as diferentes tribos: as terras eram divididas com as cercas, a piscicultura é confiada aos homens que, regularmente, oxigenavam as águas das lagoas e carregavam nutrientes, as crianças eram proibidas de incomodar os peixes enquanto se banhavam na água.

## Época pré-colonial

### Primeiros contatos com os europeus
Como é o caso da maioria das sociedades tradicionais que entraram em contato com os europeus, que para o caso dos naurunos, os europeus eram "civilizados", levou a uma abertura cultural do Ocidente. Essa interação entre os dois mundos reflete-se na implantação de novos produtos: armas de fogo, álcool, ferramentas de metal, tabaco que as ilhas começaram a comercializar contra o comércio de produtos locais, principalmente, copra e a nóz de coco e, em seguida, o dinheiro conseguido pela comercialização estava aumentando. Essas alterações levaram a uma ruptura da sociedade, que foi, também, dizimada por doenças incomuns: gripe, tuberculose, disenteria e outras doenças que atingiam o sistema imunológico deficiente dos Nauruanos.
Em 1798, durante uma viagem da Nova Zelândia aos mares da China, o capitão britânico do baleeiro Hunter, John Fearn, foi o primeiro europeu a chegar em Nauru. Ele batizou a ilha de Pleasant Island (em português: "Ilha Agradável"), que resume-se na boa impressão que ele tinha da ilha, cujos habitantes, que iam espontaneamente ao encontro de seu barco, a bordo de numerosas pirogas, não armadas, nem ornamentados de tatuagem, como é frequente nos habitantes nativos da Oceania. Do seu barco, John Fearn (que não abordou na praia) observou os numerosos habitantes que estavam presentes na praia e concluiu que a ilha era populosa. Após esse breve contacto, Nauru se encontrou isolada durante décadas.
Os primeiros europeus a pôr os pés na ilha e que viveram na época eram criminosos, desertores de navios baleeiros, vagabundos, piratas e contrabandistas. Patrick Burke e John Jones, dois irlandeses prisioneiros que escaparam da Ilha Norfolk e que foram deportados da Austrália ao Reino Unido, foram os primeiros a abordar na ilha, em 1830. Em 1837, cinco desertores de baleeiros desembarcaram na ilha e uniram-se aos oito europeus já presentes na ilha. John Jones começou a comportar-se como um ditador para os europeus e nauruanos. Ele continuou com sua propriedade com a chegada dos cinco novatos à ilha, que foram baleados e mortos ou abandonados em canoas à deriva no mar para demonstrar a sua autoridade ou castigar os suspeitos de tramar contra ele. Os Nauruanos, ofendidos pelas ações de John Jones, proibiram-lhe de viver na ilha, que foi levado à ilha Banaba, a 300 km a leste de Nauru. Ele tentou voltar à Nauru depois de alguns meses, mas os nauruanos não deixaram.
Em 1845, apenas dois europeus viviam em Nauru, incluindo William Harris, que chegou na ilha em 1842. Essa interação com a população, adotou seus costumes e fundou uma família. Desde 1852, os nauruanos, incentivados por alguns europeus, começaram a participar de atos de pirataria e os navios tentavam, o quanto possível, evitar aproximar-se da ilha. Essa mudança da atividade dos Nauruanos é uma das consequências do facto que o costume nauruano de gestão dos conflitos para negociação começou a não ter qualquer influência sobre a sociedade.

### Guerra tribal

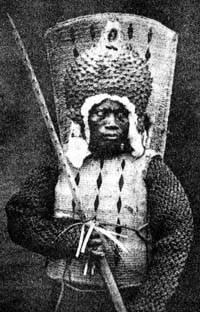
Guerreiro nauruano em 1880.

A introdução das armas de fogo desequilibrou as relações de poder entre as tribos nauruanas e as discórdias esporádicas foi rapidamente sofrendo mudanças em uma guerra civil tribal.
A guerra desencadeou-se em 1878, quando um jovem líder é morto acidentalmente a tiro durante um casamento. A expansão da guerra foi muito rápida. Depois do acontecido, cada família tinha uma arma de fogo e queriam se vingar. Contrariamente aos outros conflitos que já tiveram solução, não encontrou-se uma solução para que não houvesse essa guerra. Uma forma de guerrilha começou a surgir, na qual, cada incursão em um território ou em uma vila, aconteciam novas mortes em um pretexto para batalhas em que mesmo as mulheres e crianças eram mortos.
Em 21 de setembro de 1881, um navio da Marinha Real Britânica aproximou-se da ilha para avaliar a situação. O contrabandista chamado William Harris subiu a bordo do navio e contou que estava havendo uma guerra drástica, que os beligerantes estavam regularmente bêbados e que o "rei" da ilha, Auweyida, estava à espera da chegada dos missionários à ilha.
Seis anos depois, Frederick Joseph Moss, passando por Nauru a bordo de uma escuna, o "Buster", que carregavam copra, relataram que os habitantes eram amigáveis, embora todos os homens possuíam uma arma. O conflito ainda estava em curso, embora que havia um certo grau de exasperação dos Nauruanos: eles queriam cessar a guerra, mas nenhuma tribo confiava uma na outra o suficiente para colocar um ponto final nessa guerra. A única solução, admitida pelos nauruanos e William Harris, foi um desarmamento total e o estabelecimento de uma missão cristã que pudesse garantir a paz.
A instabilidade em Nauru não beneficiou o comércio, enquanto a Alemanha concordou em anexar a ilha em 16 de abril de 1888, para garantir o controle da paz, que terminou a guerra civil.

## Época colonial

### Colônia alemã

#### Administração

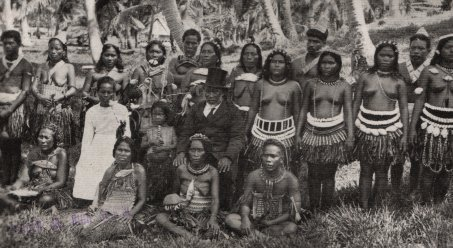
O rei Auweyuda (de cartola), a rainha Eigamoiya (roupa branca) e alguns habitantes da ilha em 1890.

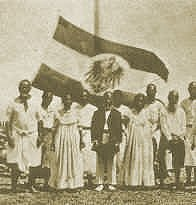
Cerimônia de anexação de Nauru ao Império Alemão na presença do rei Auweyida e, no fundo, a bandeira alemã, em 2 de outubro de 1888.

No fim do século XIX, Nauru desenvolveu uma colônia alemã dividida em três etapas.
A primeira é o estabelecimento de esferas de influência alemã e britânica no ocidente e centro do Oceano Pacífico entretanto uma crescente colonização de diferentes áreas dessa região do mundo por essas duas potências. Através deste acordo, Nauru é, então, possuída pelos alemães em 6 de abril de 1886.
A segunda é a anexação oficial de Nauru, quando uma população de 1.300 habitantes foi enviada para o Império Alemão, em 16 de abril de 1888, sob o pretexto de finalizar a guerra civil que arrasou a ilha durante dez anos. A primeira presença dos alemães na ilha aconteceu apenas em 1 de outubro de 1888: 87 homens armados ou em missões cristãs das Ilhas Gilbert são levados por um navio da Marinha Alemã. O comissário alemão, como representante do Kaiser, tinha vários passos para pacificar a ilha. Ele nomeou Auweyida, chefe de Boe, e sua esposa Eigamoiya como rei e rainha de Nauru, que reinaram até 1920. O álcool e as armas de fogo foram proibidos e os chefes tribais foram presos: eles serviram como um meio da pressão dos nauruanos para interromper o combate. Em efeito, as autoridades queriam que devolvessem todas as armas ou correriam o risco de ver os chefes tribais sendo executados. No dia seguinte, 765 armas de fogo e milhares de munições foram recolhidas, colocando um fim à guerra civil.
A última fase da posse de Nauru pelos alemães aconteceu em 2 de outubro de 1888, em uma cerimônia de anexação onde a Bandeira da Alemanha foi implantada, na presença do Rei Auweyida. A anexação de um novo território reforçou a posição estratégica da Alemanha no oeste do Oceano Pacífico, onde já havia várias colônias. Depois da integração ao protectorado alemão das Ilhas Marshall, Nauru é anexado à Nova Guiné Alemã, em 1906, depois de uma nova divisão administrativa e no mesmo ano começa a produzir fosfato por uma empresa anglo-alemã.
A administração alemã ainda era extremamente baixa, porém, com um grau de autonomia. Assim, a partir de 14 de julho de 1908, um escritório postal foi inaugurado em Nauru, com os seus próprios selos para obliterar a carta de seus cidadãos. O escritório postal encerrou em 8 de novembro de 1914, na consequência da ocupação britânica.

#### Influência cultural

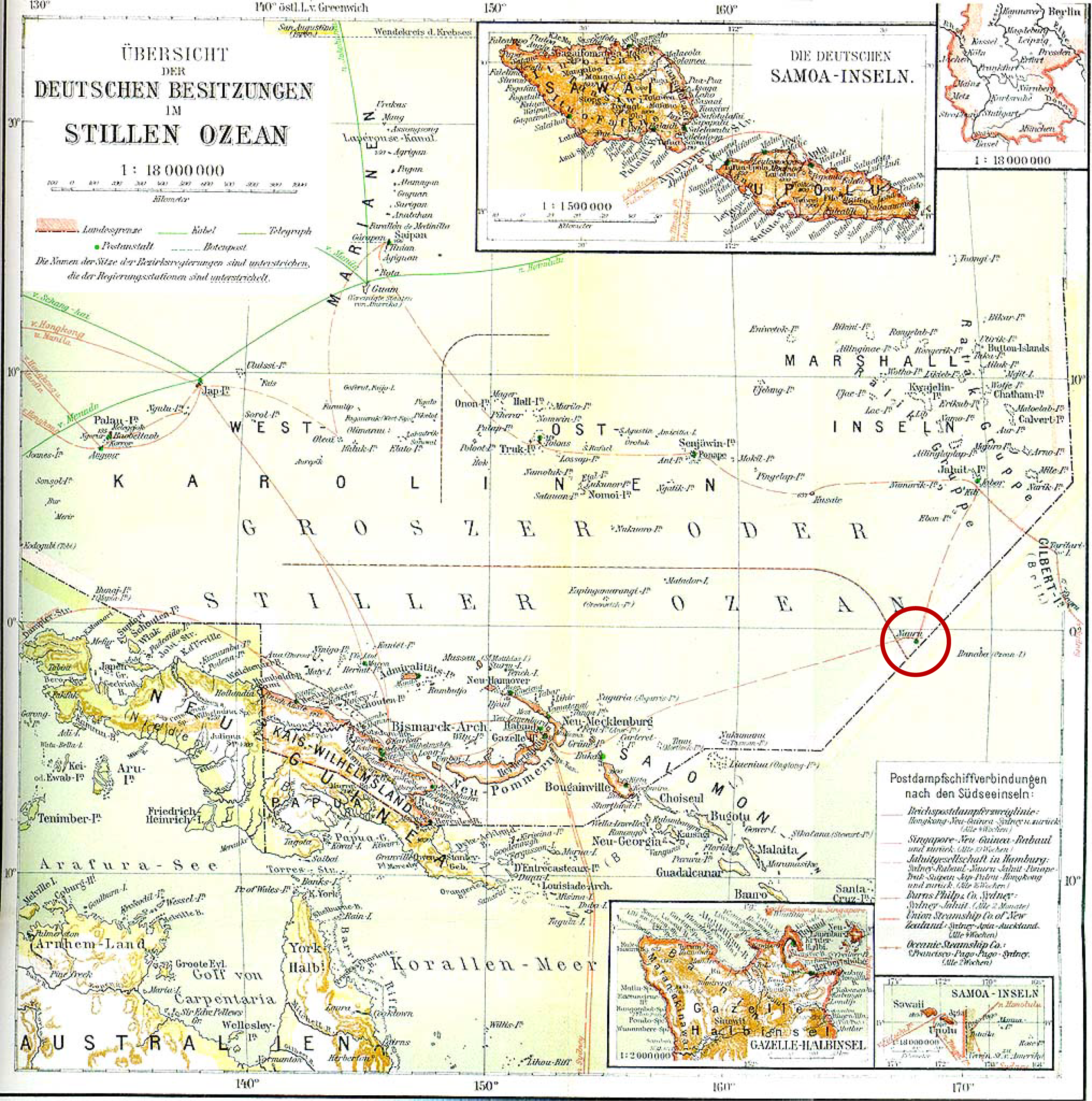
Mapa histórico mostrando as possessões alemãs na Oceania. Nauru (circulado em vermelho) foi anexado às Ilhas Marshall nessa época.

Nas primeiras horas da instalação europeia, a pequena administração colonial preocupou-se em difundir um pouco da cultura alemã entre os habitantes nativos da ilha. Pensando nisso, os colonizadores pretenderam ter a disposição de criar uma biblioteca com milhares de livros para seus empregados, que trabalhavam na Companhia de Fosfato do Pacífico tirando recursos minerais (como o fosfato) para obter lucro. Também, as missões religiosas que garantiam o desenvolvimento da moral da potência européia sobre o território colonizado.
A primeira missão dos alemães foi a Liebenzell Mission e foi liderada pelos missionários protestantes que chegaram em Nauru com o único propósito de evangelizar a população. O primeiro missionário entre eles foi Philip Delaporte, um germano-americano que desembarcou no Havaí com sua família, em 1899. Foi ele quem propôs a primeira tradução da Bíblia para o idioma nauruano e as primeiras adaptações da linguagem dos livros dedicados ao catecismo ou dedicados à História da Igreja Cristã. Os missionários de Nauru também publicaram os primeiros livros escolares e o primeiro dicionário bilíngue, o "Mini-Dicionário de nauruano-alemão" (em alemão: Taschenwörterbuch Deutsch-Nauruisch), um livro de 65 páginas e 1650 palavras publicadas em 1907.
O processo é retomado logo após da chegada dos evangelistas católicos que chegam a Nauru, em 1902. Logo após de fundar suas próprias missões, os missionários estabeleceram a primeira igreja católica da ilha. Enviados pelos Missionários do Sacro Coração, também desenvolveram as condições culturais para a população, juntamente com as suas atividades religiosas. Assim, segundo o dicionário bilíngue foi escrito por um católico alemão que chegou à ilha em 1904, Alois Kayser. O terceiro, intitulado "Dicionário colonial alemão" foi publicado por Paul Hambruch depois de duas passagens pela ilha: em maio de 1909 e em setembro a novembro de 1910.
Na verdade, foi a boa lógica colonial que permitiu o cristianismo, os costumes coloniais ocidentais e os usos ocidentais de popularizar-se entre os Nauruanos: enquanto o matrimônio cristão suplantou a poligamia, as danças tradicionais eram consideradas jogos sexuais e foram proibidas, as roupas típicas dos habitantes nativos foram substituídos por equipamentos e vestuários e as fricções corporais com óleo da noz de coco foram abandonadas. Estas mudanças culturais não foram reconhecidas como problemas sociais e demográficos.
As mudanças na higiene e no fluxo de europeus na ilha levaram ao ressurgimento de doenças. Por exemplo, em 1907, a disenteria matou 150 pessoas, sendo um número considerável levando em conta a população da ilha na época: o primeiro censo realizado em Nauru, em 1890, indicou que o território tinha 1294 nauruanos e 24 missionários gilberteses e suas famílias. Havia 574 homens para 720 mulheres, indicando que a demografia nauruana ainda estava marcada pela guerra civil ainda depois de vários anos depois do seu término.

#### Atividade econômica

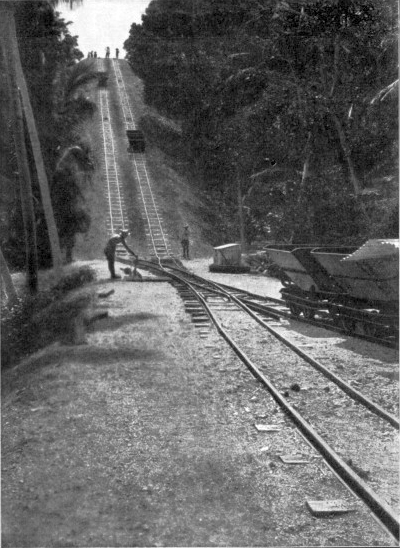
Ferrovia da mina de fosfato, em 1908.

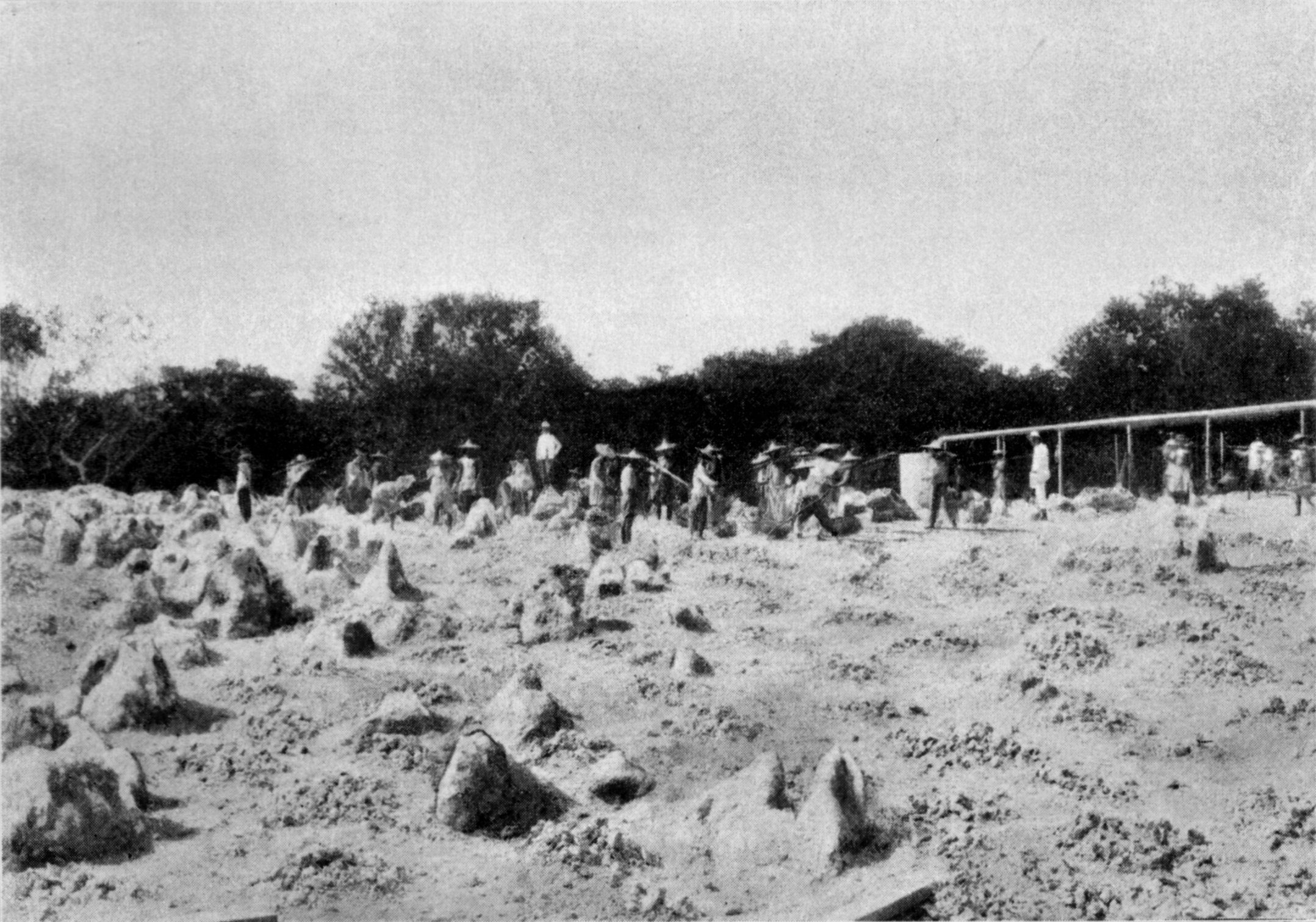
Trabalhadores chineses na mina de fosfato, em Nauru.

Nos primeiros dias da colonização de Nauru, a ilha foi, de fato, administrada pela Jaluit Gesellschaft (português: "Companhia Jaluit"), uma empresa alemã que financiava a colonização em troca de privilégios comerciais. Ela também adquiriu os direitos para a exploração do subsolo da ilha em que ela não usava. O fosfato de Nauru ainda não havia sido descoberto. A copra extraída do coco era, então, o principal recurso das ilhas do Pacífico, os alemães tentaram valorizar Nauru na utilização e exportação deste produto. Para garantir uma sustentabilidade da presença alemã na ilha, eles construíram um hospital, quartos com climatização do ambiente, uma usina de produção de água com gás, um gerador elétrico e a língua alemã tornou-se a língua de utilização e oficial.
Em 1900, um geólogo neozelandês, Sir Albert Ellis, trabalhou para a companhia britânica Pacific Island Company, e descobriu, acidentalmente, que a ilha possuía quantidades importantes de mineral de fosfato. Como a Jaluit Gesellschaft possuía os direitos da exploração do subsolo, ela vendeu, em 1906, seus direitos à Pacific Island Company a um preço de 2000 libras esterlinas e teve uma participação importante com um interesse neste mineral, que se tornou na Pacific Phosphate Company (PPC, português: "Companhia de Fosfato do Pacífico"). A PPC substituiu a Jaluit Gesellschaft no papel de principal “ator” econômico de Nauru. Além disso, para cada tonelada de fosfato que era extraído, a Pacific Phosphate Company pagava um "royalty" à Jaluit Gesellschaft e, em menor proporção, aos nauruanos.
A extração do fosfato facilitou a construção de uma linha ferroviária colocada em serviço a partir de 1907, mas já estava sendo usada desde 1906: os trabalhadores eram levados das ilhas Gilbert, da China e da colônia alemã das Carolinas para servir de mão-de-obra, os nauruanos foram levados para trabalhar em minas a céu aberto. Estes imigrantes e seus descendentes ainda vivem em Nauru até os dias atuais, onde, com os Ocidentais da administração e do setor econômico, eles constituem 42% da população total da ilha. O comércio do fosfato tornou-se altamente produtivo: no primeiro ano da exploração, 11.000 toneladas de fosfato foram enviados para a Austrália e até 1913, 138.725 toneladas de fosfato foram extraídos e exportados em 46 navios.
Este desenvolvimento econômico de Nauru beneficiou a demografia da ilha, no qual, todos os acordos com o governo alemão afirmaram que todas as vagas de cargos administrativos da Pacific Phosphate Company deveriam ser renovadas com a equipe alemã: o administrador e 22 dos 63 empregados europeus eram desta nacionalidade. Assim, nas vésperas da Primeira Guerra Mundial, a população de Nauru era composta de 30 alemães, 70 ingleses, 1400 nauruanos e cerca de 1000 chineses e carolianos.